# Phagocata delamarei
Phagocata delamarei is een platworm (Platyhelminthes). De worm is tweeslachtig. De soort leeft in of nabij zoet water.
Het geslacht Phagocata, waarin de platworm wordt geplaatst, wordt tot de familie Planariidae gerekend. De wetenschappelijke naam van de soort werd, als Atrioplanaria delamarei, voor het eerst geldig gepubliceerd in 1969 door Gourbault.